# 格蘭特鎮區 (印第安納州牛頓縣)
格蘭特鎮區是美國印地安納州牛頓縣的10個鎮區之一。截至2010年美國人口普查，其人口為1189，共548住房。

## 歷史
格蘭特鎮區於1865年成立。

## 地理
根據2010年美國人口普查，該鎮的總面積為35.52平方英里（92.0平方），其中土地面積35.52平方英里（92.0平方），水域面積為0平方英里（0平方）。